# Kunihiko Kasahara
Kunihiko Kasahara (笠原邦彦 Kasahara Kunihiko; n. en 1941) es un maestro japonés de papiroflexia (origami). Creador de cientos de modelos, desde simples máscaras de león hasta complejas figuras modulares. No se considera un especialista en figuras complejas de origami, más bien le gusta lo simple, animales elegantes, los diseños modulares como poliedros, explorar las matemáticas y la geometría del origami.
Es más bien un entusiasta diseñador y coleccionista de modelos de origami creando variaciones sobre un cubo por ejemplo.

## Algunas obras
Ha publicado varios libros referentes al tema, muchos de ellos se encuentran solamente en su idioma de origen, el japonés.
- Creative Origami Japan Publications, 1967. ISBN 0-87040-411-3
- Origami Made Easy Japan Publications, 1973. ISBN 0-87040-253-6
- Origami Omnibus: Paper Folding for Everybody. Japan Publication, 1988. ISBN 4-8170-9001-4
- Origami for the Connoisseur Japan Publications, 1998. ISBN 4-8170-9002-2
- Amazing Origami Sterling, 2002.  ISBN 0-80695-821-9
- Extreme Origami Sterling, 2003.  ISBN 1-4027-0602-2
- The Art and Wonder of Origami Quarry Book, 2005. ISBN 1-59253-213-6
- おりがみ新発見〈1〉半開折り・回転折り・非対称の形 日貿出版社 (Spirals & asymmetric shapes) 2005. ISBN 4-8170-8085-X
- おりがみ新発見〈2〉キューブの世界 (単行本) (Cubes) 2005. ISBN 4-8170-8086-8
- おりがみ新発見〈3〉古典から最新作まで300年の絵巻 (300 year old Classics, senbazuru) 2005. ISBN 4-8170-8087-6